# بورا تودورویچ
بورا تودورویچ (انگلیسی: Bora Todorović؛ ۵ نوامبر ۱۹۲۹ – ۷ ژوئیهٔ ۲۰۱۴) بازیگر سینما اهل صربستان بود.
از فیلم‌ها یا برنامه‌های تلویزیونی که وی در آن نقش داشته است می‌توان به زیرزمین، دوران کولی‌ها و جاسوس بالکانی اشاره کرد.